# Herneit
Herneit je bila egipatska kraljica supruga iz 1. dinastije.

## Etimologija
Herneitino ime znači "Neitino lice". Neit je božica rata, "Majka Bogova".  

## Životopis
Herneit je bila kćer faraona Hora-Ahe i Hent I., nećakinja Benerib. Herneit se udala za svog brata Džera, s kojim je bila majka Džeta i Merneit.
Herneit je pokopana u grobnici 3507 u Sakari, dok joj je muž pokopan u Umm el-Qa'abu.